# Benjamin Mercer
Benjamin Mercer (* 1973 in Hongkong) ist ein britisch-finnischer Filmeditor.

## Karriere
Nachdem Benjamin Mercer mehrere Jahre als Schnittmeister für Werbefilme gearbeitet hatte, konnte er im Jahr 2004 mit den beiden Fernsehfilmen Skene und Gourmet Club als Filmeditor für einen Langspielfilm debütieren. Für seine beiden Arbeiten an den von Aku Louhimies inszenierten Filmen Liebe auf Finnisch und Unknown Soldier – Kampf ums Vaterland wurde Mercer jeweils für einen Jussi für den Besten Schnitt nominiert, wobei er für letzteren auch die Auszeichnung bekam. Sein Schaffen für Film und Fernsehen umfasst rund 30 Produktionen.

## Filmografie (Auswahl)
- 2004: Skene
- 2004: Gourmet Club
- 2008: Die Unbeugsame (Käsky)
- 2010: Priest of Evil (Harjunpää ja pahan pappi)
- 2012: Liebe auf Finnisch (Vuosaari)
- 2014: Meine griechischen Ferien (Lomasankarit)
- 2017: Unknown Soldier – Kampf ums Vaterland (Tuntematon sotilas)
- 2021: Das Geheimnis der versunkenen Yacht (Pertsa & Kilu)
- 2021: Mittsommerlust (Odotus)
- 2021: Operation Omerta (Omerta 6/12)